# Dieter Liewerscheidt

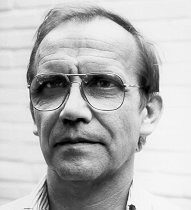
Dieter Liewerscheidt

Dieter Liewerscheidt (* 1944 in Hannover) ist ein deutscher Schriftsteller und Literaturwissenschaftler.

## Leben
Dieter Liewerscheidt verbrachte seine Kindheit in Ratingen und wuchs nach 1954 in Düsseldorf auf, wo er 1964 sein Abitur absolvierte. Von 1964 bis 1969 studierte er Germanistik, Geschichte und Philosophie in Köln. Seit 1969 ist Dieter Liewerscheidt im gymnasialen Schuldienst tätig, zuerst in Düsseldorf, zwischen 1971 und 1978 in Grevenbroich. An der Universität Köln wurde er 1976 mit einer Arbeit Satirischer Anspruch und Selbstpersiflage in Heimito von Doderers Roman ‚Die Merowinger‘ promoviert. Von 1978 bis 1982 war er mit literaturwissenschaftlichem Lehrauftrag im Hochschuldienst der Universität Köln tätig. Von 1982 bis 2010 war er als Oberstudienrat am Franz-Meyers-Gymnasium in Mönchengladbach angestellt und unterrichtete dort die Fächer Deutsch und Geschichte.
Er ist seit 1973 verheiratet und hat zwei Söhne (1981/1984).

## Werke
Die schriftstellerischen Werke von Dieter Liewerscheidt umfassen neben literaturwissenschaftlichen Veröffentlichungen und Aufsätzen in Fachzeitschriften mehrere Bände mit Gedichten. Liewerscheidt schreibt seit 1976 Aufsätze in literaturwissenschaftlichen Zeitschriften, vorwiegend in Wirkendes Wort (Trier), auch in literatur für leser (München) oder im Goethe-Jahrbuch (Weimar), über Lessing, J. M. R. Lenz, Goethe, Kleist, Grabbe, Mörike, Conrad Ferdinand Meyer, Kafka, Thomas Mann, Elias Canetti, Gottfried Benn, Heimito von Doderer, Martin Walser, Peter Rühmkorf, Rolf Dieter Brinkmann und Hans-Jürgen Heise.

### Lyrik
- 1979 Provisorische Gedichte 1966–1977, Bläschke, S[ank]t Michael 1979, ISBN 978-3-7053-0864-0
- 1982 Vormittags an der Macht. Gedichte 1978–1981, Gauke, Hann[oversch] Münden 1982, ISBN 978-3-87998-868-6
- 1994 Blank wie Hohn. Gedichte, R. G. Fischer, Frankfurt/Main 1994, ISBN 978-3-89501-073-6
- 2019 Es läuft doch alles. Gedichte, 1964–2019, XS-Verlag, Berlin 2019, ISBN 978-3-944503-14-1